# Association européenne pour la recherche sur la pomme de terre
L'association européenne pour la recherche sur la pomme de terre (EAPR, European Association for Potato Research) est une organisation européenne privée créée en 1957, dont les objectifs sont de favoriser les échanges d'information scientifique sur tous les aspects de la culture et de l'utilisation de la pomme de terre (Solanum tuberosum), et d'encourager la coopération internationale dans ce domaine.

## Organisation
L'EAPR est organisée en cinq sections : agronomie et physiologie, sélection et évaluation des variétés,
ingénierie et utilisation, pathologie et virologie, qui organisent régulièrement des congrès scientifiques dans leurs domaines respectifs. L'association organise une conférence triennale, dont la dernière (XVIIe édition) s'est tenue  en 2008 à  Brașov en Roumanie.
Elle publie un journal trimestriel en anglais, Potato Research, avec le concours de Springer. Son siège se situe à Louvain, en Belgique.

## Membres
Les membres de l'EAPR sont environ 300 et représentent 24 pays. 
Europe : Allemagne, Autriche, Belgique, Danemark, Espagne, Estonie, Finlande, France, Italie, Lettonie, Norvège, Pays-Bas, Pologne, Portugal, République tchèque, Roumanie, Russie, Slovénie, Suède, Suisse, Royaume-Uni.
Hors Europe : États-Unis, Israël et Turquie. 